# Real Zaragoza 1983-1984
Questa voce raccoglie le informazioni riguardanti il Real Saragozza nelle competizioni ufficiali della stagione 1983-1984

## Carriera
L'allenatore olandese Leo Beenhakker, alla sua quarta stagione consecutiva in panchina, guida il Real Saragozza al settimo posto in campionato.
In Coppa del Re, gli Aragonesi eliminano al primo turno l'Atlético Monzón e al secondo turno il C.D. Logroñés. Il percorso in coppa si interrompe al terzo turno, dove vengono eliminati CE Sabadell. 
In Coppa de la Liga l'eliminazione arriva già al primo turno, contro il Real Valladolid.
La squadra utilizza prevalentemente il modulo 4-4-2.

## Rosa
| N. |                      | Ruolo | Calciatore                    |
| -- | -------------------- | ----- | ----------------------------- |
|    | Spagna (bandiera)    | P     | Eugenio Vitaller              |
|    | Spagna (bandiera)    | P     | Manuel Ruiz Pérez             |
|    | Spagna (bandiera)    | P     | Juan Carlos Arribas           |
|    | Spagna (bandiera)    | D     | Tomás Blesa                   |
|    | Spagna (bandiera)    | D     | Casuco                        |
|    | Spagna (bandiera)    | D     | Rafael García Cortés          |
|    | Spagna (bandiera)    | D     | Juan Morgado                  |
|    | Spagna (bandiera)    | D     | Salvador García Puig          |
|    | Paraguay (bandiera)  | D     | Víctor Hugo Díaz Zayas        |
|    | Argentina (bandiera) | C     | Juan Alberto Barbas           |
|    | Spagna (bandiera)    | C     | José Miguel Fernández Cabrera |
|    | Spagna (bandiera)    | C     | Carlos Conde                  |

| N. |                      | Ruolo | Calciatore           |
| -- | -------------------- | ----- | -------------------- |
|    | Spagna (bandiera)    | C     | Francisco Güerri     |
|    | Spagna (bandiera)    | C     | Pedro Herrera        |
|    | Spagna (bandiera)    | C     | Juan Carlos Justes   |
|    | Spagna (bandiera)    | C     | Juan Antonio Señor   |
|    | Paraguay (bandiera)  | A     | Raúl Amarilla        |
|    | Spagna (bandiera)    | A     | Mariano Ayneto       |
|    | Spagna (bandiera)    | A     | José Ramón Corchado  |
|    | Spagna (bandiera)    | A     | Rafael Latapia       |
|    | Spagna (bandiera)    | A     | Modesto Pérez Moreno |
|    | Spagna (bandiera)    | A     | Jesús Tejero         |
|    | Spagna (bandiera)    | A     | Totó                 |
|    | Argentina (bandiera) | A     | Jorge Valdano        |